# Міконазол
Міконазо́л — синтетичний протигрибковий препарат, що належить до підгрупи імідазолів класу азолів для місцевого застосування. Міконазол уперше синтезований у лабораторії бельгійської компанії «Janssen Pharmaceutica».

## Фармакологічні властивості
Міконазол — синтетичний протигрибковий препарат, що належить до класу азолів широкого спектра дії. Препарат має як фунгіцидну, так і фунгістатичну дію, що залежить від концентрації препарату. Механізм дії міконазолу полягає в пошкодженні клітинних мембран грибків, порушенні ліпідного обміну та проникності клітинної стінки грибків, порушенні трансформації дріжджових грибків в міцеліальні форми. До препарату чутливі грибки родів Candida spp, Malassezia spp., Trichophyton spp., Coccidioides immitis, Aspergillus spp., Histoplasma capsulatum, Microsporum spp., Penicillium crustaceum, Paracoccidioides brasiliensis, Petriellidium boidii. Чутливими до міконазолу є також частина грампозитивних бактерій.

### Фармакокінетика
Міконазол при місцевому застосуванні погано всмоктується через шкіру та слизові оболонки, системне всмоктування незначне. При нанесенні на шкіру препарат накопичується в роговому шарі епідермісу та нігтях. Міконазол не створює високих концентрацій у крові та внутрішніх органах. Метаболізується препарат в печінці з утворенням неактивних метаболітів. Виводиться міконазол з організму переважно нирками. Період напіввиведення препарату багатофазний, кінцевий час напіввиведення становить 24 години.

## Показання до застосування
Міконазол застосовують при лікуванні грибкових інфекцій, що спричинюють чутливі до препарату збудники: дерматофітози, оніхомікози, висівкоподібний лишай, кандидоз ротової порожнини та шкіри, трихофітія, мікроспорія, еритразма; вагінальний кандидоз; мікози, що ускладнені бактеріальною інфекцією.

## Побічна дія
При застосуванні міконазолу можливі наступні побічні ефекти: нетривале почервоніння, печія і поколювання шкіри; алергічний дерматит; при всмоктуванні препарату — рідко біль внизу живота, подразнення слизової оболонки вагіни, головний біль, висипання на шкірі, кропив'янка.

## Протипоказання
Міконазол протипоказаний при підвищеній чутливості до імідазолів, герпетичній гарячці, вагітності в II та III триместрі, дітям до 12 років. З обережністю препарат застосовують при годуванні грудьми.

## Форми випуску
Міконазол випускається у вигляді вагінальних суппозиторіїв по 0,1 г., 2 % крему для зовнішнього застосування по 15 г. та 2 % гелю для зовнішнього застосування по 15 г.